# Föräldrarna
Föräldrarna (japanska: 東京物語?, Tōkyō monogatari, ”[En] Tokyoberättelse”) är en japansk dramafilm från 1953 i regi av Yasujirō Ozu. Den handlar om ett äldre par som reser till Tokyo för att besöka sina vuxna barn. Filmen hade svensk premiär 21 oktober 1964. Den har åtskilliga gånger hamnat bland de allra främsta i den brittiska tidskriften Sight & Sounds omröstningar.

## Rollista (urval)
| Chishu Ryu         | – Shukishi Hirayama |
| Chieko Higashiyama | – Tomi Hirayama     |
| Setsuko Hara       | – Noriko Hirayama   |
| Haruko Sugimura    | – Shige Kaneko      |
| So Yamamura        | – Koichi Hirayama   |
| Kuniko Miyake      | – Fumiko Hirayama   |
| Kyōko Kagawa       | – Kyōko Hirayama    |
| Eijirō Tōno        | – Sanpei Numata     |